# Henry Chesson

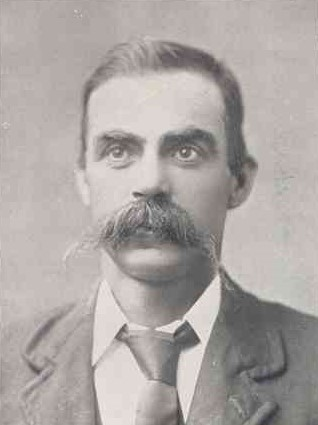
Henry Chesson (1905)

Henry Chesson (* 15. September 1862 in Adelaide, South Australia; † 12. Juli 1948 in Croydon, Adelaide, South Australia) war ein australischer Politiker der Labor Party und später der National Party, der unter anderem zwischen 1905 und 1918 Mitglied des South Australian House of Assembly sowie von 1915 bis 1918 Vorsitzender der Ausschüsse und dadurch stellvertretender Sprecher des House of Assembly war.

## Leben
Henry Chesson erhielt seine schulische Ausbildung an der Grote Street Model School und der Pulteney Street School und begann mit zwölf Jahren 1874 in einer Schuhfabrik zu arbeiten. Er verließ die Schule 1877 mit fünfzehn, um Maurer und Pflasterer zu werden. Er arbeitete von 1885 bis 1892 in Melbourne, ehe er nach Adelaide zurückkehrte. Er war Präsident und Schatzmeister der Bauarbeitergewerkschaft South Australian Masons and Bricklayers' Society und deren Delegierter im Gewerkschaftsdachverband TLC (Trades and Labour Council), dessen Präsident und Vizepräsident er auch war. Er war außerdem Mitglied des Verwaltungsausschusses der Adelaide Trades Hall und des Eight Hours Committee, das sich für die Einführung eines Achtstundentages einsetzte. Darüber hinaus fungierte er als Präsident und Vizepräsident der United Labour Party.
Bei der Wahl am 27. Mai 1905 wurde Chesson für die Labor Party im damaligen Drei-Personen-Wahlkreis Port Adelaide erstmals zum Mitglied des South Australian House of Assembly gewählt, des Unterhauses des Parlaments von South Australia, und konnte sich dabei gegen den bisherigen Wahlkreisinhaber Thomas Henry Brooker durchsetzen. Er vertrat diesen Wahlkreis bis zu dessen Verkleinerung auf einen Zwei-Personen-Wahlkreis zum 11. März 1915. Während dieser Zeit gehörte er zudem zwischen dem 3. Dezember 1912 und dem 16. August 1915 dem Ständigen Parlamentarischen Ausschuss für Eisenbahnen (Parliamentary Standing Committee on Railways) als Mitglied an.
Am 12. März 1915 wurde Henry Chesson im wieder geschaffenen Zwei-Personen-Wahlkreis West Torrens erneut zum Mitglied der Legislativversammlung gewählt und vertrat diesen Wahlkreis bis zu seiner Niederlage gegen den ALP-Politiker Alfred Blackwell bei der Wahl am 6. April 1918. Nach der Wahl vom 27. März 1915 wurde er auf der konstituierenden Sitzung am 8. Juli 1915 als Nachfolger von Samuel Bruce Rudall als Deputy Speaker and Chairman of Committees zum stellvertretenden Sprecher und Vorsitzenden der Ausschüsse der Legislativversammlung gewählt und bekleidete diese Funktionen bis zum 6. April 1918, woraufhin George Laffer diese Funktionen am 25. Juli 1918 übernahm. Im Zuge des Streits über die Einführung der Wehrpflicht in Australien im Ersten Weltkrieg trat er am 28. Juni 1917 aus der United Labor Party aus und schloss sich der National Party an.
Aus seiner am 5. Januar 1888 geschlossenen Ehe gingen vier Töchter und drei Söhne hervor.

## Hintergrundliteratur
- Parliament of South Australia: Statistical Record of the Legislature 1836–2007 (Memento vom 11. März 2019 im Internet Archive)